# Consonante labiovelare
In fonetica articolatoria, una consonante labiovelare (o velolabiale) è una consonante coarticolata che possiede due luoghi di articolazione:
1. bilabiale: le labbra si avvicinano producendo un'occlusione del passaggio d'aria;
2. velare, la parte posteriore della lingua opera una costrizione verso il velo del palato.

La doppia articolazione labiovelare si verifica nelle occlusive e nelle nasali per la maggior parte delle lingue dell'Africa occidentale e centrale (per esempio nel nome di Laurent Gbagbo, ex presidente della Costa d'Avorio); è stata riscontrata anche in molte lingue della famiglia linguistica niger-kordofaniana ed è relativamente comune nell'estremità orientale della Nuova Guinea.

## Caratteristiche
I suoni labiovelari sono: [k͡p, ɡ͡b, ŋ͡m], che si pronunciano, emettendo i suoni [k, ɡ, ŋ] ma chiudendo inizialmente le labbra come se si pronunciasse [p, b, m], quindi riaprendole come nella pronuncia normale di [k, ɡ, ŋ].
La lingua yelî dnye delle isole Rossel, in Papua-Nuova Guinea, possiede sia le labiovelari che le labioalveolari. In lingua vietnamita esistono sia le labiovelari che le nasali, ma solo alla fine della parola.
| IPA | Descrizione               | Esempio    | Esempio    | Esempio   | Esempio         |
| IPA | Descrizione               | Lingua     | Ortografia | IPA       | Significato     |
| --- | ------------------------- | ---------- | ---------- | --------- | --------------- |
| k͡p  | labiovelare sorda         | Logba      | ò-kpàyɔ̀    | [ò-k͡pàjɔ̀] | 'Dio'           |
| ɡ͡b  | labiovelare sonora        | Ewe        | Ewegbe     | [ɛβɛɡ͡be]  | 'La lingua ewe' |
| ŋ͡m  | labiovelare nasale        | Vietnamita | cung       | [kuŋ͡m]    | 'settore'       |
| w   | approssimante labiovelare | Italiano   | Uomo       | /woːmo/   | uomo            |

Questi suoni sono chiaramente singole consonanti piuttosto che insiemi di consonanti.
La lingua eggon si differenzia dalla regola; essa infatti possiede i suoni /bɡ/ e /ɡb/ nettamente distinti da /ɡ͡b/. Ignorando le tonalità, si ha:
| Consonante singola | Consonante singola | Sequenza di due consonanti | Sequenza di due consonanti |
| ------------------ | ------------------ | -------------------------- | -------------------------- |
| pom                | battere            | kba                        | scavare                    |
| abu                | cane               | bɡa                        | colpire, uccidere          |
| aku                | stanza             | ak͡pki                      | pancia                     |
| ɡom                | rompere            | ɡ͡bɡa                       | macinare                   |
| k͡pu                | morire             | kpu                        | inginocchiarsi             |
| ɡ͡bu                | arrivare           | ɡba                        | }                          |

Si noti che, sebbene tali simboli siano facilmente comprensibili, non sono considerati nell'IPA, e non hanno una codifica Unicode. Possono, tuttavia, essere specificati tramite i font OpenType visualizzando i digrafi gb e kp.
A volte, per trascrivere questi suoni, si usano i seguenti segni:
|  |  |
|  |  |